# 契丹絨毛介
契丹絨毛介（学名：Hirsutoeythere cathayensis）为粗面介科絨毛介屬下的一个种。